# 미할 카들레츠
미할 카들레츠 (Michal Kadlec, 1984년 12월 13일 비슈코프 ~)는 체코의 축구 선수로, 현재 1. FC 슬로바츠코에서 레프트 백으로 활약하고 있다. 그의 아버지 미로슬라프 카들레츠 또한 체코슬로바키아의 축구 선수로 독일의 푸스볼-분데스리가에서 활약한 바 있으며, 그동안 그는 그곳에서 어린시절을 보냈다.
카들레츠는 1. FC 슬로바코에서 프로 경력을 시작하였고 FC 바닉 오스트라바전에서 데뷔하였다. 2005년, 그는 AC 스파르타 프라하에 입단하였다.
2007년 11월 17일, 카들레츠는 슬로바키아전을 앞두고 체코 축구 국가대표팀에 차출되어, 데뷔전에서 자책골을 넣었지만 체코가 3-1로 승리하였다. 그는 2008년 5월 30일, 스코틀랜드전에서 국가대표 첫 득점을 하여 3-1 승리를 거두었다.